# Saint-Denis-de-Mailloc
Saint-Denis-de-Mailloc település Franciaországban, Calvados megyében. Lakosainak száma 301 fő (2022. január 1.). Saint-Denis-de-Mailloc Courtonne-la-Meurdrac, Courtonne-les-Deux-Églises, Le Mesnil-Guillaume, Saint-Martin-de-Mailloc és Valorbiquet községekkel határos.

## Népesség
A település népessége az elmúlt években az alábbi módon változott:
| Lakosok száma | 198  | 350  | 351  | 319  | 296  | 294  | 301  | 305  | 306  | 301  |
|               | 1968 | 1982 | 1990 | 2006 | 2013 | 2015 | 2017 | 2019 | 2020 | 2022 |